# Peremoha, Nijîn
Peremoha (în ucraineană Перемога) este localitatea de reședință a comunei Peremoha din raionul Nijîn, regiunea Cernihiv, Ucraina.

## Demografie
Componența lingvistică a localității Peremoha
     Ucraineană (100%)
Conform recensământului din 2001, toată populația localității Peremoha era vorbitoare de ucraineană (100%).